# Mariä-Entschlafens-Kirche (Tešica)

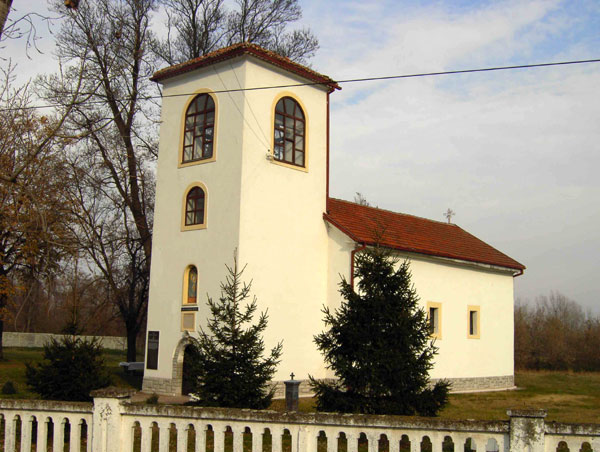
Westansicht der Mariä-Entschlafens-Kirche in Tešica

Die Mariä-Entschlafens-Kirche (serbisch: Црква Успења Пресвете Богородице, Crkva Uspenja Presvete Bogorodice) im zur Opština Aleksinac gehörenden Dorf Tešica ist eine serbisch-orthodoxe Kirche im südöstlichen Serbien.
Das von 1838 bis 1839 erbaute Kirchengebäude ist der Entschlafung der Allerheiligsten Gottesmutter Maria geweiht. Sie ist die Pfarrkirche der Pfarrei Tešica im Dekanat Aleksinac der Eparchie Niš der Serbisch-Orthodoxen Kirche.

## Lage
Die Kirche steht im nördlichen Dorfzentrum von Tešica an der Straße Ulica Kraljice Marije. Umgeben wird die Kirche vom umzäunten Kirchhof. Neben der Kirche befindet sich das von 2007 bis 2010 erbaute Pfarrhaus, das durch die Bemühungen des Priesters Goran Popović erbaut wurde. 
Das Gotteshaus steht unweit des Flusses Südliche Morava, einem der zwei Quellflüsse der Morava.
Westlich der Kirche befindet sich der Dorffriedhof von Tešica. Auf dem Dorfgebiet steht eine zweite serbisch-orthodoxe Kirche, deren Bau 1995 begann. Diese Filialkirche ist dem Hl. Propheten Elias geweiht und im Volk als Kloster Hl. Elias bekannt.

## Geschichte
Im Frühjahr 1837 hatten die Dorfbewohner beschlossen, in Tešica eine Kirche zu erbauen. Der Protopresbyter Miloje Živković schrieb an den damaligen Belgrader Metropoliten Petar einen Bittbrief zur Absegnung des Kirchenbaus. Der Metropolit segnete den Kirchenbau und stellte die Kirche dem Patrozinium des Mariä-Entschlafens unter. Die Kirche sollte am alten Crkvište (Kirchenland) errichtet werden. Durch den Tod des Erzpriesters Živković verzögerte sich der Baubeginn.
1838 wurde mit dem Bau der Kirche begonnen. Am 12. Mai desselben Jahres weihte der Archimandrit des Klosters Hl. Roman in Đunis, Sava, die Kirchenfundamente. Der Kirchenbau wurde im März 1839 beendet. Der Nachfolger von Erzpriester Živković, der Priester Stojan Popović, hatte für die Kirche liturgische Bücher und andere Gegenstände in Belgrad erworben.
Am Gründonnerstag 1839 wurde die Mariä-Entschlafens-Kirche vom Archimandriten Sava mit dem Segen des Metropoliten Petar feierlich eingeweiht.
Die Kirche wurde aus festem Material erbaut. Die Höhe der Mauern beträgt etwa fünf Meter, der mit der Kirche verbundene Kirchturm hat eine Höhe von etwa sieben Metern. Die Mauern sind massiv und haben einen Durchmesser von fast einem Meter. Die erste Ikonostase der Kirche wurde aus Eichenholz angefertigt. Besonders die carske dveri (Haupttür der Ikonostase) sind mit schönen Holzschnitzereien verziert worden, mit einem besonderen künstlerischen Wert.
Die Türken hatten 1876 im serbisch-osmanischen Krieg die Kirche entweiht und die Innenausstattung demoliert oder zerstört. Zudem nutzten sie das Gotteshaus als Kavallerieunterkunft. Nach dem Krieg wurde die Kirche renoviert und mit allem Notwendigen neu ausgestattet.
Bis 1930 gab es an den Kirchinnenwänden keine Fresken. In diesem Jahr wurden durch die Bemühungen der damaligen Pfarrpriester Lazar Taušanović und Miodrag Džombić und mit den freiwilligen Beiträgen der Gläubigen alle Ikonen der Ikonostase restauriert und alle Innenwände mit wertvollen byzantinischen Fresken bemalt. Im selben Jahr wurde für den damals schon bestehenden Kirchenchor eine Empore im westlichen Teil des Kirchenschiffs der Kirche errichtet, der vom berühmten Sänger und Chorleiter Priester Miodrag Džombić geleitet wurde. 
Während des Zweiten Weltkriegs wurden die Fresken in der Kirche erheblich beschädigt und 1948 überflutete die südliche Morava die Kirche bis zu einer Höhe von einem Meter.
Das Antimension wurde 1973 geweiht und vom Bischof der Eparchie Žiča, Vasilije, dem damaligen Verwalter der Eparchie Niš, unterzeichnet. Ebenfalls 1973 wurde in der Kirche Elektrizität installiert und 1975 wurde das Kirchendach erneuert. In der Zeit von 1997 bis 2000 wurde die Kirche renoviert.
Im September 2018 feierte die Kirche ihr 180. Jubiläum. Zu diesem Anlass wurde die Kirche von 2016 bis 2018 aufwendig renoviert. Es wurden, die Außen- und Innenfassaden neu gestrichen, keramische Bodenfliesen verlegt und das alte Dach durch ein komplett neues ersetzt. Es wurden Dachrinnen, ein Blitzableiter, neue Elektrizität installiert und die gesamten Tischlerarbeiten erneuert. Der Bischof der Eparchie Niš, Arsenije, weihte die neue große hölzerne Ikonostase und die neuen in byzantinischer Manier gemalten Ikonen ein.

## Architektur
Die einschiffige Saalkirche wurde in einer einfachen modernen Adaption des serbisch-byzantinischen Stils erbaut, mit einer halbrunden Altar-Apsis im Osten und einem Kirchturm mitsamt Eingangsportal im Westen. Die Kirche besitzt drei Kirchglocken. 
Der Haupteingang der Kirche befindet sich an der Westseite; auch gibt es einen zweiten Eingang an der Nordseite der Kirche. Über dem Westeingang befindet sich eine große Patronatsikone, die die Allerheilige Gottesmutter Maria mit dem Jesuskind, darstellt. Auch um den Westeingang befinden sich zwei Gedenkplatten, die die um den Kirchenbau und dessen Renovierung verdient gemachten Ktitoren, ehren.
Im Kircheninnenraum steht eine neue hölzerne Ikonostase mitsamt Ikonen. Die in byzantinischer Manier gemalten Fresken sind in einem schlechten Zustand und wurden teilweise neu überstrichen.  